# 마이아라 월시
마이아라 월시(Maiara Walsh, 1988년 2월 18일 ~ )는 미국의 배우이다.

## 출연 작품
- 신분을 위장한 치어리더 (2019)
- 베이비스플리터 (2018)
- 배니쉬 (2015)
- 캄포스 (2015)
- 아마딜로 (2013)
- Chocolate Milk (2013)
- 스타빙 게임 (2013)
- 라스트 아워즈 인 서버비어 (2012)
- 제너럴 에듀케이션 (2012)
- 퀸카로 살아남는 법 2 (2011)
- 언데이터블 (2010)
- 코리 인 더 하우스 (2007)

### 텔레비전
- 뱀파이어 다이어리 (2010)